# Segnaletica di sicurezza sul posto di lavoro
La segnaletica di sicurezza sul posto di lavoro è un cartello, un colore, un segnale luminoso o acustico, una comunicazione verbale o un segnale gestuale atto a fornire una prescrizione, un avvertimento o un'indicazione riguardante la sicurezza o la salute sul luogo di lavoro. L'obiettivo della segnaletica di sicurezza è quello di attirare in modo rapido, efficace e con modalità di facile interpretazione, l'attenzione del lavoratore su situazioni o oggetti che possono essere causa di rischio sul luogo di lavoro.

## La segnaletica di sicurezza nel decreto legislativo 81
Il decreto legislativo 81/08 dà disposizioni riguardanti la segnaletica di sicurezza che deve essere presente in tutte le aziende e unità produttive. Tali disposizioni fanno sempre parte dell'informazione dei lavoratori, infatti la segnaletica serve a indicare loro dove si trovano i rischi e dove si trovano le attrezzature o le vie di fuga nel caso in cui si verifichi un pericolo. Il Testo Unico sulla sicurezza sul lavoro contiene le norme sulla segnaletica negli artt. 161 e 162. In più: 
Allegato LI – (articolo 262, comma 3) Segnali di avvertimento per indicare le aree in cui possono formarsi atmosfere esplosive
Allegato XXIV – Prescrizioni generali per la segnaletica di sicurezza
Allegato XXV – Prescrizioni generali per i cartelli segnaletici
Allegato XXVI – Prescrizioni per la segnaletica dei contenitori e delle tubazioni
Allegato XXIX – Prescrizioni per i segnali luminosi
1. Il presente titolo stabilisce le prescrizioni per la segnaletica di sicurezza e di salute sul luogo di lavoro.
2. Le disposizioni del presente decreto non si applicano alla segnaletica impiegata per regolare il traffico stradale, ferroviario, fluviale, marittimo ed aereo.
2 bis. Entro dodici mesi dalla data di entrata in vigore del presente decreto legislativo, con decreto dei Ministeri del lavoro, della salute e delle politiche sociali e delle infrastrutture e dei trasporti, acquisito il parere della Conferenza permanente per i rapporti tra lo Stato, le regioni e le province autonome di Trento e di Bolzano, sentite le organizzazioni sindacali maggiormente rappresentative sul piano nazionale, è emanato il regolamento per l'individuazione delle procedure di revisione, integrazione e apposizione della segnaletica stradale destinata alle attività lavorative che si svolgano in presenza di traffico veicolare.
1. Ai fini del presente titolo si intende per:
a) segnaletica di sicurezza e di salute sul luogo di lavoro, di seguito indicata segnaletica di sicurezza:
una segnaletica che, riferita ad un oggetto, a un'attività o ad una situazione determinata, fornisce un'indicazione o una prescrizione concernente la sicurezza o la salute sul luogo di lavoro, e che utilizza, a seconda dei casi, un cartello, un colore, un segnale luminoso o acustico, una comunicazione verbale o un segnale gestuale;
b) segnale di divieto: un segnale che vieta un comportamento che potrebbe far correre o causare un pericolo;
c) segnale di avvertimento: un segnale che avverte di un rischio o pericolo;
d) segnale di prescrizione: un segnale che prescrive un determinato comportamento;
e) segnale di salvataggio o di soccorso: un segnale che fornisce indicazioni relative alle uscite di sicurezza o ai mezzi di soccorso o di salvataggio;
f) segnale di informazione: un segnale che fornisce indicazioni diverse da quelle specificate alle lettere da b) ad e);
g) cartello: un segnale che, mediante combinazione di una forma geometrica, di colori e di un simbolo o pittogramma, fornisce un'indicazione determinata, la cui visibilità è garantita da un'illuminazione di intensità sufficiente;
h) cartello supplementare: un cartello impiegato assieme ad un cartello del tipo indicato alla lettera g) e che fornisce indicazioni complementari;
i) colore di sicurezza: un colore al quale è assegnato un significato determinato;
l) simbolo o pittogramma: un'immagine che rappresenta una situazione o che prescrive un determinato comportamento, impiegata su un cartello o su una superficie luminosa;
m) segnale luminoso: un segnale emesso da un dispositivo costituito da materiale trasparente o semitrasparente, che è illuminato dall'interno o dal retro in modo da apparire esso stesso come una
superficie luminosa;
n) segnale acustico: un segnale sonoro in codice emesso e diffuso da un apposito dispositivo, senza impiego di voce umana o di sintesi vocale;
o) comunicazione verbale: un messaggio verbale predeterminato, con impiego di voce umana o di sintesi vocale;
p) segnale gestuale: un movimento o posizione delle braccia o delle mani in forma convenzionale per guidare persone che effettuano manovre implicanti un rischio o un pericolo attuale per i lavoratori.

## Segnaletica di sicurezza

### Segnali di divieto
Segnali circolare con sfondo bianco e barrato di rosso, e con pittogramma nero.
| Codice | Codice      | Codice                                                              |
| ------ | ----------- | ------------------------------------------------------------------- |
| P008   | [ 1 ] [ 2 ] | Vietato toccare                                                     |
| P009   | [ 1 ]       | Vietato toccare il quadro elettrico                                 |
| P010   | [ 1 ]       | Vietato alterare l'interruttore                                     |
| P011   | [ 1 ]       | Divieto di accesso ai portatori di stimolatori cardiaci (pacemaker) |
| P012   | [ 1 ]       | È vietato depositare materiali                                      |
| P013   | [ 1 ]       | Vietato trasportare persone                                         |
| P014   | [ 1 ]       | Vietato introdurre animali                                          |
| P015   | [ 1 ]       | Vietato camminare nella zona interdetta                             |
| P016   | [ 1 ]       | Vietato l'accesso ai portatori di protesi metalliche                |
| P017   | [ 1 ]       | Vietato usare l'acqua                                               |
| P018   | [ 1 ]       | Vietato l'uso di cellulari o di altri dispositivi elettronici       |
| P019   | [ 1 ]       | Vietato mangiare e bere                                             |

### Segnali di avvertimento
Segnali triangolare con sfondo giallo e pittogramma nero.
| Codice | Pittogramma | Significato (puramente indicativo)            |
| ------ | ----------- | --------------------------------------------- |
| P020   |             | Carichi sospesi                               |
| P021   |             | Materiali radioattivi o radiazioni ionizzanti |
| P022   |             | Carrelli di movimentazione                    |
| P023   |             | Pericolo generico                             |
| P024   |             | Rischio biologico                             |
| P025   |             | Sostanze velenose                             |
| P026   |             | Raggi laser                                   |
| P027   |             | Materiale infiammabile                        |
| P028   |             | Tensione elettrica pericolosa                 |
| P029   |             | Sostanze corrosive                            |
| P030   |             | Campo magnetico intenso                       |
| P031   |             | Comburente                                    |
| P032   |             | Materiale esplosivo                           |
| P033   |             | Radiazioni non ionizzanti                     |
| P034   |             | Pericolo di inciampo                          |
| P035   |             | Caduta con dislivello                         |
| P036   |             | Bassa temperatura                             |
| P037   |             | Sostanze nocive                               |

### Segnali di obbligo specifico
Segnali circolare con sfondo azzurro e pittogramma bianco.
| Codice | Pittogramma | Significato (puramente indicativo)                      |
| ------ | ----------- | ------------------------------------------------------- |
| P038   |             | Protezione obbligatoria degli occhi                     |
| P039   |             | Protezione obbligatoria delle vie respiratorie          |
| P040   |             | Protezione obbligatoria del viso                        |
| P041   |             | Guanti di protezione obbligatori                        |
| P042   |             | Calzature di sicurezza obbligatorie                     |
| P043   |             | Obbligo generico (con eventuale cartello supplementare) |
| P044   |             | Casco di protezione obbligatorio                        |
| P045   |             | Protezione obbligatoria dell'udito                      |
| P046   |             | Protezione obbligatoria del corpo                       |
| P047   |             | Protezione obbligatoria contro le cadute                |
| P048   |             | Passaggio obbligatorio per i pedoni                     |

### Segnali di evacuazione e di primo soccorso
Segnali rettangolari con sfondo verde e pittogramma bianco.
| Codice | Pittogramma | Significato (puramente indicativo)         |
| ------ | ----------- | ------------------------------------------ |
| P050   |             | Pronto soccorso                            |
| P051   |             | Doccia di emergenza                        |
| P052   |             | Doccetta lavaocchi di emergenza            |
| P053   |             | Barella                                    |
| P054   |             | Telefono per salvataggio e pronto soccorso |
| P055   |             | Percorso/uscita di emergenza               |
| P056   |             | Percorso/uscita di emergenza               |
| P057   |             | Percorso/uscita di emergenza               |
| P058   |             | Percorso/uscita di emergenza               |
| P059   |             | Percorso/uscita di emergenza               |
| P060   |             | Direzione da seguire                       |
| P061   |             | Direzione da seguire                       |
| P062   |             | Direzione da seguire                       |
| P063   |             | Direzione da seguire                       |

### Segnali di sicurezza antincendio
Segnali rettangolari con sfondo rosso e pittogramma bianco.
| Codice | Pittogramma | Significato (puramente indicativo)      |
| ------ | ----------- | --------------------------------------- |
| P064   |             | Lancia antincendio                      |
| P065   |             | Scala antincendio                       |
| P066   |             | Estintore                               |
| P067   |             | Telefono per gli interventi antincendio |
| P068   |             | Direzione da seguire                    |
| P069   |             | Direzione da seguire                    |
| P070   |             | Direzione da seguire                    |

### Segnali gestuali
| Codice | Pittogramma | Significato (puramente indicativo) |
| ------ | ----------- | ---------------------------------- |
| P071   |             | Alt!                               |
| P072   |             | Inizio delle operazioni            |
| P073   |             | Fine delle operazioni              |
| P074   |             | Alzare                             |
| P075   |             | Abbassare                          |
| P076   |             | Distanza verticale                 |
| P077   |             | Avanzare                           |
| P078   |             | Retrocedere                        |
| P079   |             | Svoltare a sinistra                |
| P080   |             | Svoltare a destra                  |
| P081   |             | Distanza orizzontale               |
| P082   |             | Pericolo                           |